# ملعب علي صباح السالم
ملعب علي صباح السالم، الملعب الخاص بنادي النصر الكويتي، سمي بهذا الاسم نسبة إلى الشيخ علي صباح السالم الصباح.
تم افتتاح الملعب في 31 مايو 2005 برعاية الشيخ فهد الجابر الصباح رئيس الهيئة العامة للشباب والرياضة آن ذاك، وقد كلف الملعب مليون دينار كويتي، ويتسع الملعب ل15,000 متفرج.

## روابط خارجية
- معلومات الاستاد